# Moux
Moux (okzitanisch Mos) ist eine französische Gemeinde mit 715 Einwohnern (Stand 1. Januar 2022) im Département Aude in der Region Okzitanien. Sie gehört zum Arrondissement Narbonne und zum Kanton La Montagne d’Alaric.

## Nachbargemeinden
Nachbargemeinden von Moux sind Montbrun-des-Corbières im Nordosten, Fontcouverte im Südosten, Camplong-d’Aude im Südwesten und Saint-Couat-d’Aude im Nordwesten.

## Bevölkerungsentwicklung
| Jahr      | 1962 | 1968 | 1975 | 1982 | 1990 | 1999 | 2013 |
| Einwohner | 705  | 661  | 611  | 563  | 519  | 507  | 686  |

## Verkehr
Moux hat einen Bahnhof an der Bahnstrecke Bordeaux–Sète. Der entsprechende Abschnitt wurde am 22. April 1857 von der Bahngesellschaft Compagnie des chemins de fer du Midi et du Canal latéral à la Garonne (Midi) eröffnet.
Durch das Gemeindegebiet verläuft die Autobahn A 61, nächste Anschlussstellen sind Carcassonne-Est (bei Trèbes) in Richtung Westen und Lézignan-Corbières in Richtung Narbonne. Die ehemalige Nationalstraße N 113, die Moux ebenfalls in West-Ost-Richtung quert, wurde zur Departementsstraße (D 2113 bzw. D 6113) abgestuft.

## Persönlichkeiten
- Henry Bataille (1872–1922), Lyriker und Dramatiker, bestattet in Moux